# مسند الحميدي
مسند الحميدي هو أحد كتب الحديث المنسوبة إلى الإمام الحميدي (ت 219 هـ). ابتدأ المؤلف في تأليف الكتاب بذكر مسانيد العشرة المبشرين بالجنة ثم المهاجرين والأنصار رجالا ونساء، وقد بلغت أحاديثه 1300 حديثا، وقد اختتم المؤلف مسنده ببيان عقيدته.

## الوصف
ويحتوي الكتاب على ما يقرب من ألف وخمسمائة (1500) حديث حسب المكتبة الشاملة. وهو من أقدم المسانيد التي كتبت. وقد كتب في القرن الثاني الهجري، وكُتب قبل أصح كتب الأحاديث (روايات النبي الإسلامي محمد) وهي الصحيحين (صحيح البخاري وصحيح مسلم). المسند هو مجموعة من الأحاديث التي صنفها الرواة، وبالتالي الصحابة. يحتوي الكتاب على أحاديث صحيحة، وضعيفة، وموضوعة.

## المنشورات
لقد نُشر الكتاب من عدد المنظمات حول العالم، منها:
- مسند الحميدي الأردية[5]
- المروية الحسكية لمسند الحميدي الناشر: جامعة الأنبار[6]

## طالع أيضًا
- قائمة الكتب السنية
- الكتب الستة
- جامع الترمذي
- سنن أبو داود
- جامع الترمذي
- أيهما: سنن ابن ماجه ، موطأ مالك